# Bodies... The Exhibition
Bodies… The Exhibition är en kontroversiell utställning med konserverade människokroppar som har dissekerats för att synliggöra människokroppens inre.

## Utställningen
Utställningen är utformad så att besökaren inledningsvis får beskåda skelettet och därpå muskelsystemet, nervsystemet, blodomloppet, matsmältningssystemet, andningssystemet, utsöndringen, könsorganen och olika stadier av fosterutvecklingen. Utställningen innehåller ungefär tjugo kroppar som alla har blivit permanent konserverade för att de inte ska förruttna och organiseras av det börsnoterade företaget Premier Exhibitions Incorporated som hävdar att kropparna donerats av kinesiska myndigheter och tillhört personer som dött utan nära anhöriga. Företaget påstår också att dissekeringarna ska ha ägt rum i Liaoning, Kina. Undersökningar av bland andra New Yorks attorney general ifrågasätter dessa fakta (se avsnittet Kritik för mer information). 
Några av kropparna som ställs ut poserar utförandet av diverse aktiviteter, bland annat finns det ett exemplar som ser ut att spela basket och ett annat som ser ut att dirigera en orkester. Andra objekt inkluderar en utsträckt tarm, en lunga från en rökare och ett system av vener och artärer utan resten av människokroppen. En avdelning av utställningen visar mänskliga foster i olika utvecklingsstadier.
När utställningen var i Las Vegas innehöll den även kontaminerade lungor från ett foster.
Enligt Premier dog fostren i samband med missfall och dödsorsakerna står noterade på skyltarna som beskriver utställningsobjekten.

## Konservering av kropparna
Kropparna prepareras med hjälp av en teknik som utvecklats av tysken Gunter von Hagens och som på engelska kallas plastination.
Processen inleds med att vatten och fett i kroppen byts ut mot aceton, när acetonet sedan har avdunstat används vakuum för att fylla det uppkomna tomrummet med flytande polymerer.

## Kritik
Utställningen har främst kritiserats för att kropparnas ursprung inte dokumenterats på ett tillfredsställande sätt, och efter en utredning av New Yorks attorney general tvingades man vidta ett antal åtgärder. I samband med det visade Premier under 2008 följande ansvarsfriskrivning på hemsidan för Bodies... The Exhibition och i anslutning till entrén på den fysiska utställningen:
"Den här utställningen visar mänskliga kvarlevor från kinesiska medborgare som  ursprungligen mottagits av den kinesiska polismyndigheten. Den kinesiska polismyndigheten kan eventuellt motta kroppar från kinesiska fängelser. Premier kan inte bekräfta att människokvarlevorna som du betraktar inte kommer från personer som varit fängslade i kinesiska fängelser.
Den här utställningen visar hela kroppar såväl som mänskliga kroppsdelar, organ, foster och embryon som kommer från lik av kinesiska medborgare eller invånare. Med respekt för de mänskliga kroppsdelarna, organen, fostren och embryona du betraktar, litar Premier endast på representanter för dess kinesiska samarbetspartners och kan inte oberoende bekräfta att de inte tillhör personer som avrättats under tiden de varit fängslade i kinesiska fängelser.
New Yorks attorney general Andrew Cuomo utreder ärendet och sammanfattar sig: "Den barska verkligheten är att Premier Exhibitions har tjänat pengar på att visa upp kvarlevor av individer som kan ha torterats och avrättats i Kina. Trots upprepade förnekanden vet vi nu att Premier själva inte kan redogöra för omständigheterna som ledde till individernas död. Ingalunda kan Premier fastställa att de här människorna samtyckt till att deras kvarlevor används på det här sättet. Respekt för de döda och respekt för allmänheten kräver att Premier gör mer än bara försäkrar oss om att det inte finns anledning till oro. Den här förlikningen är en början." Domslutet omfattade endast utställningen i New York, men liknande lagstiftning kan noteras i bland annat Washington och Kalifornien.

## Fotnoter
Den här artikeln är helt eller delvis en översättning från engelskspråkiga Wikipedia.
1. ↑  ”Plastination technique”. Body Worlds. https://bodyworlds.com/plastination/plastination-technique/. Läst 26 februari 2025.
2. ↑  ”Disclaimer”. Arkiverad från originalet den 22 augusti 2008. https://web.archive.org/web/20080822023016/http://www.bodiestheexhibition.com/.
3. ↑  ”Förlikning”. Arkiverad från originalet den 27 oktober 2010. https://web.archive.org/web/20101027223427/http://www.ag.ny.gov/media_center/2008/may/may29a_08.html.
4. ↑  ”HB 1253 - 2007-08”. Arkiverad från originalet den 27 oktober 2010. https://web.archive.org/web/20101027223427/http://www.ag.ny.gov/media_center/2008/may/may29a_08.html.
5. ↑  ”Bill Number: AB 1519”. http://www.leginfo.ca.gov/pub/07-08/bill/asm/ab_1501-1550/ab_1519_bill_20080117_amended_asm_v96.html.
6. ↑  ”'Bodies' Exhibit Draws Fire From Capitol”. http://www.youtube.com/watch?v=ncpCd4qR0-w.